# Spring Framework
In informatica Spring è un framework open source per lo sviluppo di applicazioni su piattaforma Java.
A questo framework sono associati tanti altri progetti, che hanno nomi composti come Spring Boot, Spring Data, Spring Batch, etc. Questi progetti sono stati ideati per fornire funzionalità aggiuntive al framework.

## Descrizione
La prima versione venne scritta da Rod Johnson e distribuita con la pubblicazione del proprio libro Expert One-on-One Java EE Design and Development (Wrox Press, ottobre 2002).
All'inizio il framework venne distribuito sotto Licenza Apache nel giugno 2003. La prima pubblicazione importante è avvenuta l'1 del marzo 2004, seguita da due successive distribuzioni importanti nel settembre 2004 e nel marzo 2005.
Spring è stato largamente riconosciuto all'interno della comunità Java quale valida alternativa al modello basato sugli Enterprise JavaBeans (EJB). Rispetto a quest'ultimo, il framework Spring lascia una maggiore libertà al programmatore fornendo allo stesso tempo un'ampia e ben documentata gamma di soluzioni semplici adatte alle problematiche più comuni.
Sebbene le peculiarità basilari di Spring possano essere adottate in qualsiasi applicazione Java, esistono numerose estensioni per la costruzione di applicazioni web costruite sul modello della piattaforma Java EE. Questo ha permesso a Spring di raccogliere numerosi consensi e di essere riconosciuto anche da importanti vendor commerciali quale framework di importanza strategica.
Dalla versione 7, anche in Java Enterprise Edition è stata introdotta, con la specifica standard Context and Dependency Injection, la possibilità di fare dependency injection allo stesso modo in cui si fa con Spring.

### Storia
Nel 2000 Rod Johnson inizia lo sviluppo di Spring mentre lavora a Londra come consulente libero professionista, ma è durante la scrittura di Expert One-on-One Java EE Design and Development che espande il proprio codice al fine di esprimere la sua visione di semplificare e rendere più consistente il modo di interoperare delle varie parti che compongono una applicazione Java EE.
Prima del 2001 i modelli di programmazione dominanti per le applicazioni web erano basati sulle Java Servlet API e gli Enterprise JavaBeans. Entrambe le specifiche furono create da Sun Microsystems in collaborazione con altri vendor e godevano di grande popolarità all'interno della comunità Java. Le applicazioni che non erano basate sul web si appoggiavano ad altri strumenti e paradigmi di programmazione.
Rod Johnson ha avuto il merito di creare un framework basato su principi ottimali largamente accettati e lo ha reso disponibile per tutti i tipi di applicazione, non solo web.
Nel febbraio 2003 un piccolo gruppo di sviluppatori ha creato un progetto su Sourceforge al fine di estendere il framework e dopo circa un anno ha distribuito la prima versione 1.0. Sebbene sia stato largamente adottato, Spring venne pesantemente criticato per il fatto che il progetto si poneva come obiettivo la semplice integrazione con gli standard Java EE senza un documento di specifica controllato da un comitato ufficiale.
Spring rese popolari alcune tecniche prima di allora poco note, come l'inversione del controllo e il paradigma di programmazione orientata agli aspetti.
Il 2005 ha visto un enorme aumento di consensi in concomitanza di una nuova importante distribuzione. Inoltre il forum ufficiale ha notevolmente aiutato ad accrescere la popolarità del framework e si è imposto quale fonte primaria di informazione e di supporto agli utenti.
Nel 2013, SpringSource, la società che fino ad allora sviluppava Spring, è stata acquisita da Pivotal.

## Spring Boot
Prima della creazione del progetto Spring Boot, tutte le applicazioni basate su Spring avevano bisogno di un web server, come Tomcat, Jetty o Undertow, per essere eseguite. Con Spring Boot, è possibile creare una applicazione avente un metodo main che lancia l'intera applicazione web, compreso il web server integrato.
I progetti basati su Spring anteriori a Spring Boot vengono detti legacy, cioè ereditati.
Nel caso in cui si abbia necessità di generare dei pacchetti di tipo WAR da usare all'interno di web server a partire da progetti Spring Boot, è possibile usare il plug-in di Maven o quello di Gradle.

## Spring Tool Suite
Spring Tool Suite è un ambiente di sviluppo integrato, derivato da Eclipse, che permette uno sviluppo più veloce di applicativi basati su Spring. Fornisce supporto al linguaggio Java, al framework Spring e all'eventuale ambiente di sviluppo.